# Angelo Grillo
Angelo Grillo, gedoopt Vincenzo, (* januari 1557 in Genua; † oktober 1629 in Parma) was een Italiaanse dichter.

## Levensloop
In 1572 trad hij als novice toe tot de benedictijnse orde en studeerde theologie en filosofie in het klooster van San Benedetto Po. Na het afronden van zijn studie in 1579 woonde hij vijf jaar in een klooster in Brescia, waar hij ook poëzie begon te schrijven. In 1584 begon Grillo te corresponderen met Torquato Tasso, een jaar voordat zijn gedichten voor het eerst werden gedrukt. Hier gebruikte de dichter vooral zijn eigen naam voor spirituele en didactische gedichten, in tegenstelling tot zijn liefdesverhalen, die hij publiceerde onder het pseudoniem Livio Celiano. De eerste afzonderlijke editie van Grillo's gedichten werd gepubliceerd in 1589. Grillo woonde later in verschillende kloosters in Italië, waaronder Rome, Padua, Genua, Venetië, Bergamo, Napels. 

## Werken
Grillo's faam als dichter was belangrijk tijdens zijn leven, dus hij was lid van zeven academies. Veel hedendaagse componisten schreven liedjes over zijn verzen, vooral Claudio Monteverdi, maar ook Orazio Vecchi, Luca Marenzio en Salamone Rossi.
- Bibliothèque nationale de France: cb13185740s (data)
- Gemeinsame Normdatei: 119159899
- International Standard Name Identifier: 0000 0001 0803 8730
- Library of Congress Control Number: n89602818
- MusicBrainz: 0fc03470-c712-4443-8ea5-8ec4742233b9
- Nationale Bibliotheek van Israël: 987007262054805171
- Nederlandse Thesaurus van Auteursnamen: 117459364
- Istituto Centrale per il Catalogo Unico: CFIV097793
- SNAC: w6z9999s
- Système universitaire de documentation: 035382678
- Virtual International Authority File: 100182785
- WorldCat: E39PBJymwWHBvrpMKhpG7YHt8C